# Flaschenhalshülse

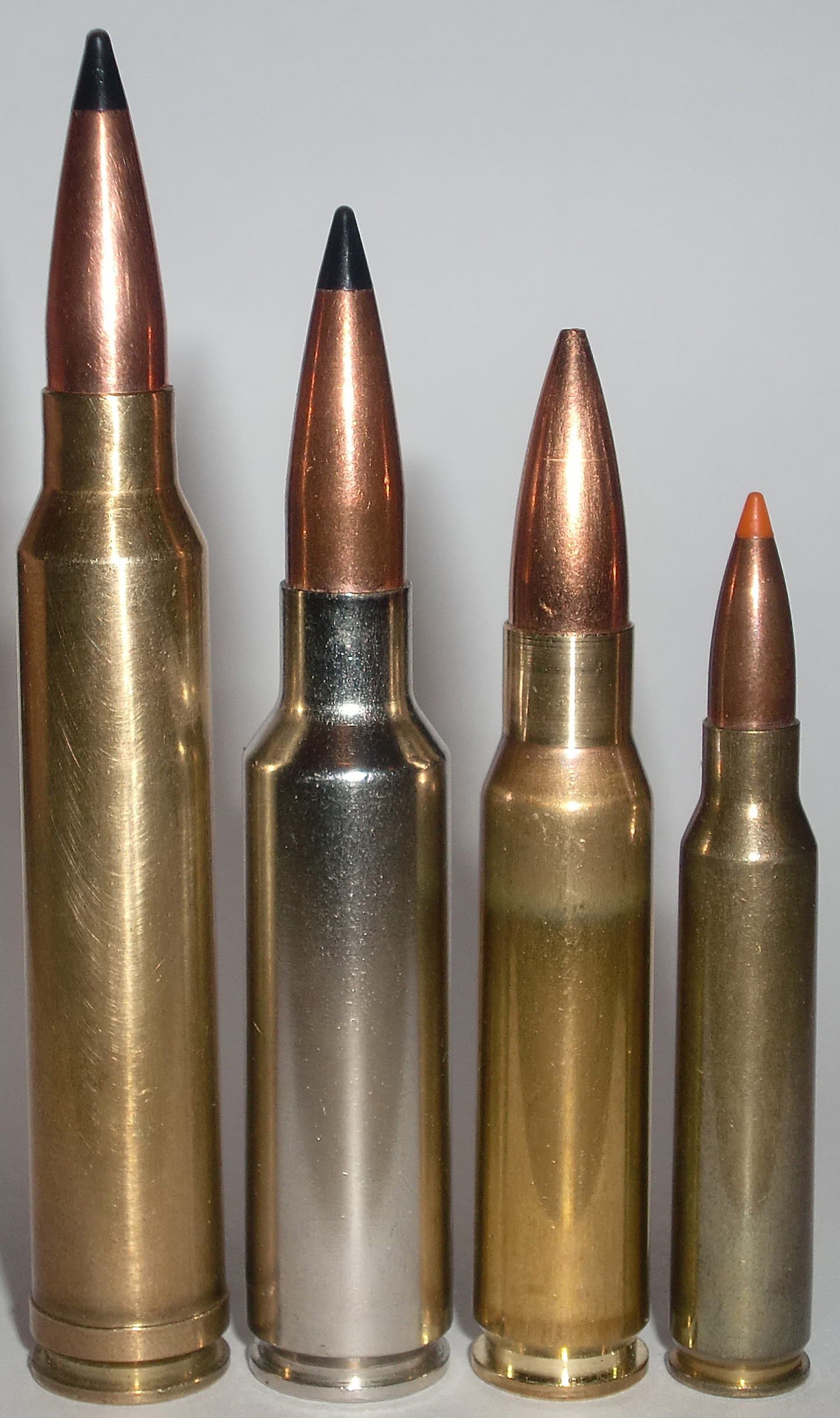
Flaschenhülsen von Patronen im Kaliber .30 (7,62 mm), rechts Patrone im Kaliber .223 (5,56 mm)

Als Flaschenhalshülse wird eine Patronenhülse bezeichnet, die sich vorne verjüngt. Sie bildet den Verschlussabstand auf der Hülsenschulter.
Die Energie eines Geschosses ist von der Größe der Treibladung abhängig, daher wurden vor dem Aufkommen des rauchlosen Pulvers die Hülsen der Schwarzpulverpatronen verlängert, um die Mündungsgeschwindigkeit der Geschosse zu steigern. Mit dem Aufkommen kleinkalibriger Repetiergewehre wurde diese Lösung problematisch, lange Patronen bedingen einen langen Verschluss, was zu unhandlichen und schwereren Waffen führt. Zudem besteht die Tendenz, dass die Ladung bei einem zu langen Pulverraum nicht mehr gleichmäßig durchzündet, was zu Fehlschüssen führt.
Moderne Patronen, besonders Gewehrpatronen hoher Leistung, werden deshalb wegen der benötigten Treibladung flaschenförmig ausgeführt. Bei 1,4-fachem Hülsendurchmesser im Verhältnis zum Kaliber verdoppelt sich in etwa die Querschnittsfläche und mit ihr das Ladevolumen. Die Hülsen können daher bei gleicher Leistung entsprechend kürzer konstruiert werden. Der Volumenvergrößerung durch die Querschnittvergrößerung der Hülse sind Grenzen gesetzt, da die Querschnittvergrößerung zu Turbulenzen an der Hülsenschulter führt.

## Handfeuerwaffen
In militärischen Handfeuerwaffen werden heute nur noch Patronen mit Flaschenhalshülsen verwendet, das letzte Militärgewehr, das im Zweiten Weltkrieg noch Munition mit zylindrischen Hülsen verschoss, war der amerikanische Karabiner M1.
Auch in der Jagd werden heute fast ausschließlich Flaschenhalspatronen verwendet, einzig ältere Kaliber, gewisse Schonzeitkaliber und Großwildpatronen wie die .458 Winchester Magnum haben noch zylindrische Hülsen.

## Faustfeuerwaffen

### Selbstladepistolen
Flaschenhalshülsen haben gegenüber zylindrischen Hülsen bei Faustfeuerwaffen einen entscheidenden Vorteil: die Form der Hülse erleichtert ihre Einführung ins Patronenlager. Aus diesem Grund waren die Patronen der ersten Selbstladepistolen ausschließlich Flaschenhalspatronen, wie z. B. die 7,65 × 25 mm Borchardt (1893), die 7,63-mm-Mauserpatrone (1896) und die 7,65 × 21 mm Luger (1900). Sie fanden im militärischen Bereich nur einen Nachfolger, die auf der 7,63 mm Mauser basierende sowjetische 7,62×25-mm-Patrone (1930). Als die ersten Selbstladepistolen in den USA entwickelt wurden, verwendeten deren Entwickler „aus unbekannten Gründen“ zylindrische Patronen. Die Patronen der Automatic-Colt-Pistol-Serie waren dabei prägend für viele weitere Entwicklungen. Heute werden nur noch wenige Flaschenhals-Pistolenpatronen hergestellt, Beispiele sind die .357 SIG und die .400 Corbon.

### Revolver
Auch Revolver eignen sich nicht für Flaschenhals-Patronen, da sich diese beim Schuss verformen, d. h. sich in der Länge ausdehnen und damit die Trommel blockieren. Dem 1961 auf den Markt gebrachten Smith & Wesson Model 53 Magnum Revolver für die .22-Remington-Jet-Patrone war aus diesem Grund kein Erfolg beschieden. Seine Herstellung wurde deshalb bereits 1974 wieder eingestellt.

## Waffen mit verzögertem Masseverschluss

Bei Flaschenhalshülsen wirkt der Gasdruck auf den Hülsenboden und den Flaschenhals. Dadurch wird die Hülse gestreckt und blockiert. Um ein Abreißen des Patronenbodens zu vermeiden, muss die Druckdifferenz zwischen dem Innern und dem Äußern der Hülse möglichst ausgeglichen werden. Dies wird mit Druckausgleichsrillen realisiert.

Bei Waffen mit verzögertem Masseverschluss wie dem deutschen HK G3 und dem schweizerischen Sturmgewehr 57 weichen Verschluss und Patronenboden unmittelbar nach der Zündung mit dem Druckaufbau in der Patronenhülse zurück. Gleichzeitig wird die sich verjüngende vordere Partie der Hülse durch den Gasdruck nach vorne gepresst und blockiert. Um Hülsenreisser zu vermeiden, müssen im sich vorne verjüngenden Teil des Patronenlagers Druckausgleichsrillen vorhanden sein. Der Innendruck auf den Hülsenkonus wird damit ausgeglichen.

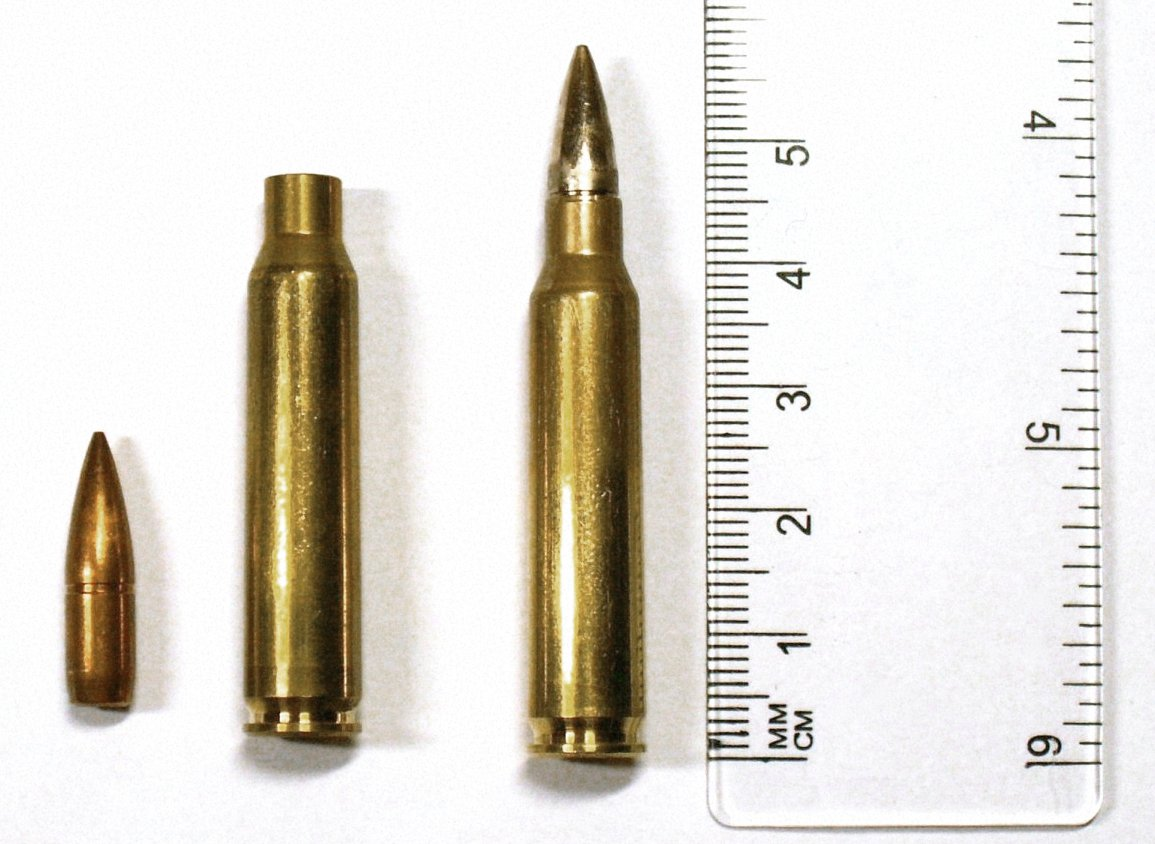
Flaschenhalshülse: 5,56 × 45 mm NATO (Projektil – Patronenhülse – gesamte Patrone)
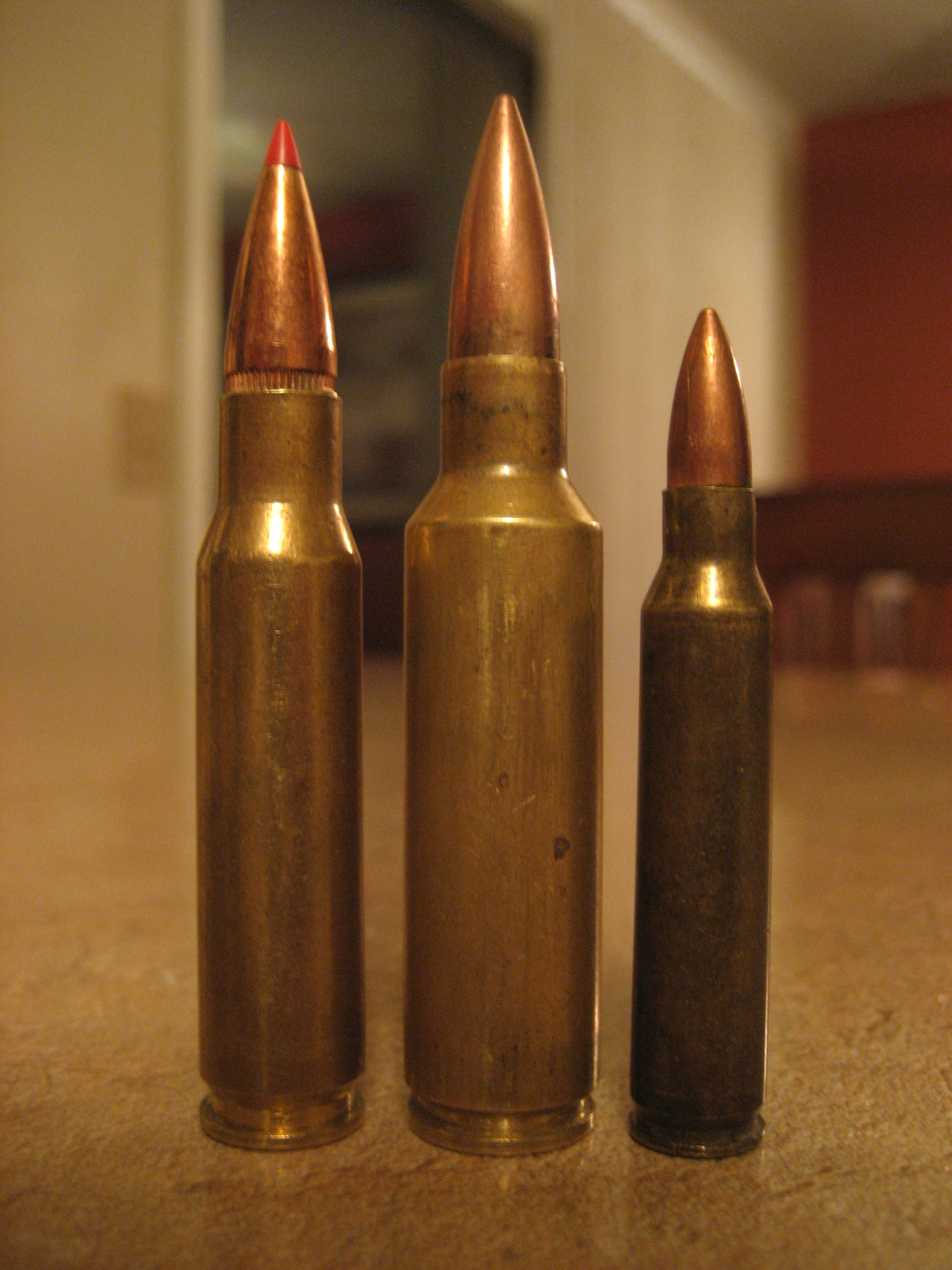
Patronen im Vergleich, in der Mitte die für die Flaschenhalshülse typische .300 WSM